# Marca-Seidenäffchen
Das Marca-Seidenäffchen (Mico marcai, Syn.: Callithrix marcai) ist eine Primatenart aus der Familie der Krallenaffen. 

## Merkmale
Marca-Seidenäffchen sind wie alle Seidenäffchen relativ kleine Primaten mit seidigem Fell und einem langen Schwanz. Das Fell ist überwiegend grau gefärbt und geht nach hinten ins Bräunliche über, auch die Hinterbeine sind braun. Der Kopf ist ebenfalls dunkelbraun, das Gesicht ist unbehaart, die nackten Ohren ragen aus dem Fell. Wie bei allen Krallenaffen befinden sich an den Fingern und Zehen (mit Ausnahme der Großzehe) Krallen statt Nägeln. Die Körperlänge beträgt etwa 22 cm, dazu kommt noch ein ca. 36 cm langer Schwanz. Das Gewicht der Tiere liegt bei etwa 280 bis 310 Gramm.

## Verbreitung und Lebensweise

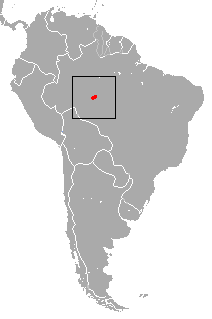
Verbreitungsgebiet (rot)

Bislang wurden Marca-Seidenäffchen nur an einer Stelle gefunden, im Gebiet des Zusammenflusses von Rio Aripuanã und Rio Roosevelt im Amazonasbecken im brasilianischen Bundesstaat Amazonas. Der Lebensraum dort sind Terra Firme-Regenwälder.
Die Art wurde anhand dreier Museumsexemplare erstbeschrieben, die 1914 während der Roosevelt-Rondon Scientific Expedition gesammelt wurden. Es gibt bislang keine Beobachtungen lebender Tiere, deswegen ist ihre Lebensweise unbekannt. Wie alle Marmosetten dürften sie tagaktive Baumbewohner sein, die in Gruppen leben und sich von Baumsäften, Früchten und Kleintieren ernähren.
Auch über den Gefährdungsgrad gibt es keine Angaben, die IUCN listet die Art unter „zu wenig Daten vorhanden“ (data deficient).

## Systematik
Das Marca-Seidenäffchen wurde 1993 anhand dreier Museumsexemplare durch Ronaldo Alperin als Callithrix argentata marcai, also als Unterart des Silberäffchens (heute Mico argentatus) erstbeschrieben. Im Jahr 2014 wurde das Manicoré-Seidenäffchen (Mico manicorensis), das im Jahr 2000 durch M. van Roosmalen, T. van Roosmalen, Mittermeier und Rylands als Callithrix manicorensis erstbeschrieben wurde, mit Mico marcai synonymisiert. Es unterscheidet sich weder morphologisch vom Marca-Seidenäffchen, noch gibt es eine geografische Barriere zwischen beiden Formen.